# هيساتاكا أوكاموتو
هيساتاكا أوكاموتو (باليابانية: 岡本 久敬) (مواليد 14 ديسمبر 1933)، هو لاعب كرة قدم ياباني سابق كان يلعب كمهاجم. سبق له أن لعب مع منتخب اليابان.

## وصلات خارجية
- هيساتاكا أوكاموتو على موقع ناشيونال فوتبول تيمز (الإنجليزية)

- National Football Teams
- Japan National Football Team Database